# Arrondissement Alès
Alès is een arrondissement van het Franse departement Gard in de regio Occitanie. De onderprefectuur is Alès.

## Kantons

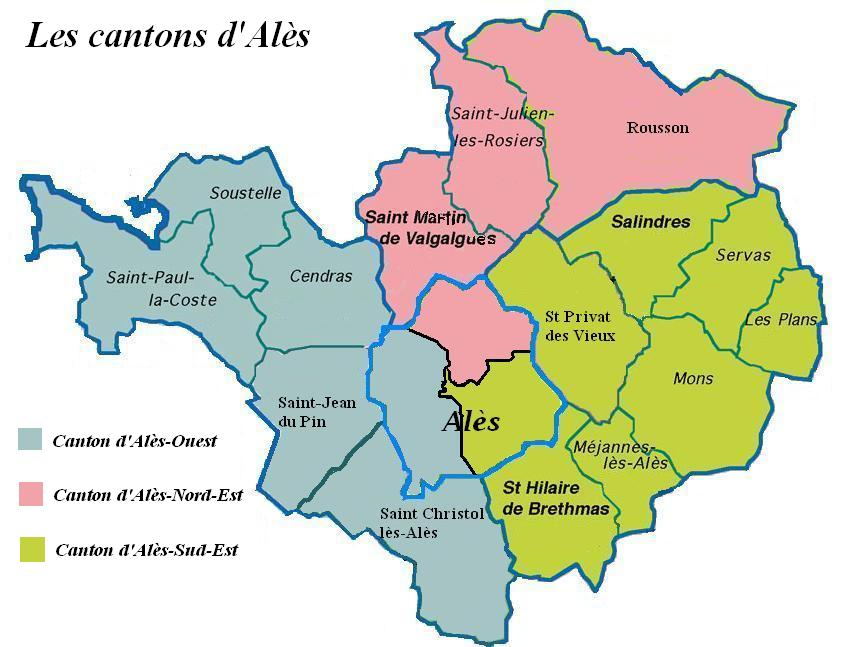
Kantons in Alès voor 2014

Het arrondissement was tot 2014 samengesteld uit de volgende kantons:
- kanton Alès-Nord-Est
- kanton Alès-Ouest
- kanton Alès-Sud-Est
- kanton Anduze
- kanton Barjac
- kanton Bessèges
- kanton Génolhac
- kanton La Grand-Combe
- kanton Lédignan
- kanton Saint-Ambroix
- kanton Saint-Jean-du-Gard
- kanton Vézénobres

Na de herindeling van de kantons bij decreet van 24 februari 2014, met uitwerking op 22 maart 2015, zijn dat:
- kanton Alès-1
- kanton Alès-2 (deel: 11/15)
- kanton Alès-3
- kanton La Grand-Combe  (deel: 24/28)
- kanton Quissac  (deel: 17/44)
- kanton Rousson